# Fabrice Lhomme
Pour les articles homonymes, voir Lhomme.
 (septembre 2021).
Fabrice Lhomme, né le 17 novembre 1965, est un journaliste d'investigation et écrivain français. Grand Reporter au quotidien Le Monde, il est l'auteur de nombreuses révélations sur d'importantes « affaires » au cours des dernières décennies, qu'elles soient politiques ou économiques, voire sportives. Il a écrit une douzaine de livres d’enquêtes, la majorité en collaboration avec Gérard Davet.

## Biographie

### Carrière journalistique

#### De la fin des années 1980 à 2010
Nanti de son seul baccalauréat, il se lance directement dans le métier, accumulant notamment en 1987 et 1988 les expériences radio en locales (Radio France Belfort, Radio France La Rochelle, Radio Caraïbes international basée en Martinique). Il a ensuite été reporter au Le Parisien (1989-1998) où, il rencontre Gérard Davet avec qui il lie des relations professionnelles et amicales. Ils documentent notamment des détournements de fonds à la mairie du XIe.
Lhomme rejoint ensuite France-Soir (1998-1999) où il documente l’affaire de dopage dans le Tour de France, dite affaire Festina.
Il rejoint L'Express (1999-2000) où il documente  les affaires Bonnet et Erignac, en Corse. Puis Lhomme rejoint Le Monde (2000-2006), avec notamment l'affaire de la cassette "Méry" qui met directement en cause le président Chirac.
De 2006 à 2008, il devient rédacteur en chef adjoint chargé de l'investigation de L'Équipe magazine, où il publie des articles sur le dopage de Lance Armstrong et sur les transferts truqués du PSG.
Il travaille à partir du 1er janvier 2008 au pôle « enquêtes » du site d'information Mediapart. Il est l'auteur du livre d'enquête Le Contrat (avec Fabrice Arfi), consacré au « Karachigate », révélé en 2008 dans Mediapart. Il est également, toujours pour Mediapart, à l'origine des investigations qui ont déclenché l'affaire Woerth-Bettencourt en juin 2010. C’est dans le contexte tendu de cette affaire d’État qu’il est victime en 2010 de cambriolages suspects, chez lui et à Mediapart : à chaque fois, les cambrioleurs s’emparent d’ordinateurs portables qu’ils pensaient, à tort, être les siens. Les deux vols ne seront jamais élucidés.

#### Décennie 2010
Le 15 avril 2011, il retourne au Monde dans la nouvelle équipe du quotidien dirigée par Érik Izraelewicz où il devient, avec Gérard Davet, responsable du secteur de l'investigation, puis Grand Reporter. Un article du site Arrêt sur images évoque les circonstances de ce départ. Il révèle avec Gérard Davet, l'affaire du Kazakhgate, les listings HSBC, l'affaire Tapie, les écoutes Sarkozy ou encore l'affaire Tomi.
Son premier ouvrage publié avec Gérard Davet en août 2011, baptisé Sarko m'a tue et portant sur les victimes du Sarkozysme, est devenu un best-seller, avec plus de 80 000 exemplaires vendus. Il a notamment publié depuis, toujours avec Gérard Davet, les livres L'Homme qui voulut être roi, (sur « l’empereur » de la Polynésie française, Gaston Flosse), French Corruption (sur la base des confidences de l’ancien conseiller général des Hauts-de-Seine Didier Schuller) en 2013, ou encore Sarko s'est tuer en 2014, toujours chez Stock. Au Monde, depuis 2011, il couvre d'importantes affaires politico-judiciaires : HSBC, Kerviel, Areva, Bygmalion, Fillon, Benalla. Avec Gérard Davet, il révèle notamment, en 2014, qu’une nouvelle affaire de corruption à la cour de cassation menace Nicolas Sarkozy et que ce dernier a été dans ce cadre discrètement placé sur écoutes, puis le Kazakhgate, l'affaire Tapie, l'affaire Balkany, les financements suspects du RN et du Modem, les listings HSBC (le scoop mondial Swissleaks), ou encore l'affaire Tomi, qualifié dans l’article de « parrain des parrains » corses. C'est dans ce cadre qu'il reçoit, comme Gérard Davet, des menaces de mort par courrier en septembre 2014, le visant explicitement lui et sa famille, les dates de naissance de sa compagne et ses deux filles ainsi que la sienne étant représentées sur un petit cercueil déposé sur le pas de la porte de son domicile personnel. En septembre 2014, les menaces étant prises au sérieux par la police, les deux hommes sont placés sous protection policière, et ce pour deux années. La police identifie l’auteur des envois anonymes visant les deux journalistes, il est condamné à dix mois de prison ferme en 2019. La personne, employée au centre des impôts dont dépend Fabrice Lhomme, refuse de révéler qui étaient ses commanditaires.
En octobre 2013, dans la foulée de la publication de French Corruption, la justice, à Paris, ouvre une information judiciaire visant les révélations contenues dans ce dernier livre et mettant au jour pour la première fois les circuits opaques utilisés par le député Patrick Balkany et sa femme Isabelle pour tromper le fisc français : l’affaire se conclura par la condamnation du couple et l’incarcération de l’ancien maire de Levallois-Perret. Fabrice Lhomme a donc aussi publié, en novembre 2014, le livre Sarko s'est tuer, chroniquant les onze affaires judiciaires dans lesquelles le nom de Nicolas Sarkozy est cité. C'est dans ce dernier ouvrage qu'est révélé le déjeuner ayant réuni en juin 2014 l'ancien premier ministre François Fillon et le secrétaire général de l'Élysée, Jean-Pierre Jouyet. Déjeuner au cours duquel François Fillon aurait demandé à Jean-Pierre Jouyet l'accélération des procédures judiciaires visant son rival, Nicolas Sarkozy. François Fillon a par la suite déposé une plainte visant Gérard Davet et Francis Lhomme : le tribunal correctionnel de Paris a conclu à une relaxe en faveur des deux journalistes, grâce, notamment, à la production de l'enregistrement de la conversation entre les auteurs du livre et Jean-Pierre Jouyet, décision confirmée en appel. François Fillon a également été débouté de ses demandes de saisie de l’enregistrement.
Le 15 octobre 2014, l'hebdomadaire Valeurs actuelles publie un article donnant les jours et heures de leurs récents rendez-vous professionnels à l'Élysée, au ministère de la Justice et au pôle financier, et les accusant d'être acquis au pouvoir socialiste. L’initiative, inédite dans les annales de la presse française, provoque un tollé et une condamnation unanime des principaux médias et sociétés de journalistes, dénonçant un espionnage pur et simple au mépris du secret des sources. L'article a été annoncé la veille par un message insultant du directeur de l'hebdomadaire, Yves de Kerdrel, publié sur le réseau social Twitter. Les deux intéressés ayant porté plainte, Yves de Kerdrel est condamné pour injures par le tribunal correctionnel le 12 janvier 2017.
En octobre 2016, Fabrice Lhomme publie avec Gérard Davet le livre Un président ne devrait pas dire ça..., une enquête sur le quinquennat de François Hollande, pour laquelle le président de la République a accepté de recevoir le duo une fois par mois en moyenne. Deux mois après la publication de ce best-seller, vendu à plus de 300 000 exemplaires et qui a entraîné d’incalculables polémiques, François Hollande annonce qu'il ne se représente pas à l'élection présidentielle.
À partir du 9 janvier 2017, en compagnie de Gérard Davet, Fabrice Lhomme devient interviewer politique chaque vendredi sur Radio Nova.
En mai 2019, il publie aux éditions Fayard son huitième livre d'enquête avec Gérard Davet, La Haine, premier tome d'une fresque relatant les détestations à droite de l'échiquier politique, le tout sur fond d'affaires judiciaires, ayant abouti à la chute du parti Les Républicains. L'ancien député européen Jérôme Lavrilleux, poursuivi dans l'affaire des comptes de la campagne 2012 de Nicolas Sarkozy, y révèle les dessous parfois glauques et les procédés inavouables en cours à droite. Fabrice Lhomme a aussi publié avec Gérard Davet, en 2019, pour le compte du Monde, deux grandes séries d'enquête ayant trait à la politique française : « La tragédie de la droite » puis « La fin du PS ». Un podcast en est tiré pour Le Monde.

#### Décennie 2020
Le deuxième tome de la saga de la droite, Apocalypse, sous-titré « Les années Fillon », est publié le 15 janvier 2020, il relate les dessous de l'affaire Fillon ayant entraîné la débâcle de la droite française. Le duo d’enquêteurs va aussi signer un podcast original intitulé « Egocratie » sur le site spécialisé Majelan, relatant ces enquêtes sur la droite française. En mai 2020, durant le confinement lié à la Covid 19, Gérard Davet et Fabrice Lhomme publient une longue enquête en cinq volets dans Le Monde, notamment quant au stockage des masques de protection. La Cour de justice de la République les a entendus comme témoins en février 2021, dans l'enquête visant notamment Edouard Philippe et Olivier Véran, liée aux défaillances sanitaires de la France. Début 2021, Fabrice Lhomme et Gérard Davet réalisent un documentaire, adapté de leur livre La Haine, avec le journaliste de France 2 Tristan Waleckx. Intitulé « Le secret qui a fait exploser la droite », le documentaire est diffusé dans le cadre de l’émission d’investigation de France 2 Complément d’enquête, qui réalise pour l’occasion son meilleur score de la saison.
En octobre 2021, le duo publie aux éditions Fayard Le Traître et le Néant, une enquête de 620 pages sur la fulgurante ascension, la conquête, puis l'exercice du pouvoir, par Emmanuel Macron. Les témoignages y révèlent un haut-fonctionnaire dépourvu de colonne vertébrale idéologique, calculateur, obsédé par son image, aimant gouverner en solitaire, ainsi que le « néant » du parti LREM, et plus largement du paysage politique français actuel. Le best-seller s’est vendu à plus de 120 000 exemplaires.

### Auteur et scénariste
Fabrice Lhomme et Gérard Davet sont par ailleurs coscénaristes du film de Diastème Le Monde d'hier, sorti en mars 2022. Ils ont également publié une bande-dessinée L'Obsession du pouvoir, avec les dessins de Pierre Van Hove aux Editions Delcourt.
Ils ont enfin écrit une pièce de théâtre tirée du livre éponyme Un président ne devrait pas dire ça..., jouée à Bobino en avril 2022. Produite par Jean-Marc Dumontet, mise en scène par Charles Templon, dialogues de François Perache, avec Thibault de Montalembert, Scali Delpeyrat, Lison Daniel, Hélène Babu. Reprise à Paris en 2023[réf. nécessaire].

### Enseignement
Fabrice Lhomme est ou a été également professeur associé de journalisme d'enquête dans différentes écoles, à Sciences Po, à l'Institut de journalisme Bordeaux Aquitaine (IJBA) de Bordeaux ou encore au Centre de formation des journalistes (CFJ Paris), où il a dirigé, avec Gérard Davet, le projet Spotlight à compter de septembre 2017 : cinq étudiants, neuf mois d'enquête, et un livre rendant compte de cette investigation. Le premier livre de cette collection, intitulé Inch'Allah : l'islamisation à visage découvert, est publié le 17 octobre 2018.

### Édition
Il est aussi directeur d'ouvrages pour le compte des éditions Fayard.
Il a notamment supervisé, avec son collègue Gérard Davet, la publication du best-seller Les Fossoyeurs, de Victor Castanet, qui révèle les dysfonctionnements de la société Orpéa, géant mondial des maisons de retraite.

### Intervieweur à la radio et chroniqueur à la TV
Lhomme a également été chroniqueur à Canal Plus, puis à L’Équipe TV, et avec Gérard Davet dans le magazine Actuality, sur France 2. Les deux hommes ont chroniqué en 2020 le procès de François Fillon dans l'émission C'est à vous, sur France 5.

## Affaires judiciaires
Gérard Davet et Fabrice Lhomme portent plainte contre Valeurs actuelles en 2014 : son directeur, Yves de Kerdrel, est condamné en 2017 à 1 000 euros d'amende pour avoir injurié les deux journalistes, qu'il avait notamment qualifiés de « valets » d'un « cabinet noir » contre Nicolas Sarkozy.
Gérard Davet et Fabrice Lhomme ont été condamnés le 7 octobre 2016 pour diffamation, après avoir attribué à l'acteur John Malkovich un compte caché en Suisse dans une filiale de la banque HSBC. Cette condamnation est confirmée le 24 mai 2017 par la cour d'appel de Paris. Les deux journalistes ont été astreints à payer chacun une amende de 1 500 €, et le directeur de la publication à 1 000 euros d’amende. Tous trois ont été condamnés à verser solidairement au total 10 000 euros de dommages et intérêts à John Malkovich.

## Publications
- Le Procès du Tour, Denoël, coll. « Impacts », 2000, 316 p. (ISBN 2207249255)
- Renaud Van Ruymbeke, le juge, Privé, 2006, 370 p. (ISBN 2350760480)
- Le Contrat. Karachi, l'affaire que Sarkozy voudrait oublier, en collaboration avec Fabrice Arfi, Stock, 2010

### En collaboration avec Gérard Davet
- Sarko m'a tuer, Stock, 2011  (ISBN 978-2234069510)
- L'Homme qui voulut être roi, Stock, 2013  (ISBN 978-2234064591)
- French Corruption (témoignage de Didier Schuller), Stock, 2013  (ISBN 978-2234075405)
- Sarko s'est tuer, Stock, 2014  (ISBN 978-2234078987)
- La Clef, Stock, 2015
- Un président ne devrait pas dire ça..., Stock, 2016
- Inch'Allah : l'islamisation à visage découvert (dir. d'ouvrage), Fayard, 2018
- La Haine. Les années Sarko, Fayard, 2019
- Apocalypse. Les années Fillon, Fayard, 2020
- Le Traître et le Néant, Fayard, 2021
- L'Obsession du pouvoir, BD, avec Pierre Van Hove, Delcourt, 2022, 120 p.
- Les juges et l'assasin, Flammarion, 2025, 448 p.